# Aethianoplis violaceipennis
Aethianoplis violaceipennis är en stekelart som beskrevs av Heinrich 1968. Aethianoplis violaceipennis ingår i släktet Aethianoplis och familjen brokparasitsteklar. Inga underarter finns listade i Catalogue of Life.